# Biblioteca del Casino La Constància
La biblioteca del Casino La Constància, de la qual tenim notícies des de 1879, era una de les ofertes lúdicoculturals del Casino La Constància de Sant Feliu de Guíxols (Baix Empordà). L'entitat anomenada Casino La Constància- popularment Casino dels Nois- es fundà el 1851 com a societat d'esbarjo i de diversió. Ja des de mitjans del s. XIX, a Sant Feliu de Guíxols, tant el Casino La Constància com altres centres d'aquest tipus, intentaven complementar les mancances de l'ensenyament públic i privat. Els casinos eren el lloc de reunió ideal per als assalariats fabrils i altres menestrals que omplien el buit cultural mitjançant coneixements i informació que trobaven en la lectura.
La Biblioteca rebia, els anys de funcionament regular, les últimes publicacions en ciència i cultura del moment, aplegava molts volums, molts diaris i setmanaris, i tenia un horari d'obertura molt dilatat.
Una de les primeres referències és al setmanari guixolenc El Eco Guixolense de l'11 de gener de 1880, quan es va parlar de la seva "selecta aunque modesta biblioteca". El 1885 ja es considerava la més gran de les biblioteques guixolenques. El fons bibliogràfic es catalogà els anys 1910-1915 en un registre, d'on podem saber que comptava amb 2.552 llibres. El saló de lectura presentava els volums en deu col·leccions: autors catalans, novel·la espanyola, novel·la europea, filosofia i política, art, tecnologia i oficis, ciències naturals, medicina venèria i anatomia, hemeroteca, i premsa nacional i internacional (que era el més consultat).
Després de l'entrada de les tropes franquistes a Sant Feliu de Guíxols, el 3 de febrer de 1939, la biblioteca patí una depuració del seu fons entre el febrer i l'abril del mateix any. Durant aquest període, es van enretirar 48 llibres (2% del fons) d'autors d'una tendència nacionalista i/o catalanista (Marcel·lí Domingo, Antoni Rovira i Virgili, etc.), autors sospitosos d'un punt de vista social contraris a la ideologia franquista i autors amb una opinió diferent de la qüestió religiosa i moral.
Durant la dictadura franquista, la biblioteca intentà mantenir l'esplendor de principis de segle xx, però la inauguració de la primera biblioteca pública a Sant Feliu de Guíxols l'any 1956 i un cert desinterès de les autoritats locals (reducció dels horaris d'obertura i manca d'adquisició de nou fons bibliogràfic), provoca que gradualment, des de l'any 1980, se la comenci a veure com un exemple de patrimoni monumental i històric del municipi.